# Епинас (Пиј де Дом)
Епинас (фр. Espinasse) насеље је и општина у централној Француској у региону Оверња, у департману Пиј де Дом која припада префектури Риом.
По подацима из 2011. године у општини је живело 301 становника, а густина насељености је износила 12,57 становника/km². Општина се простире на површини од 23,95 km². Налази се на средњој надморској висини од 680 метара (максималној 774 m, а минималној 598 m).

## Демографија
| 1962. | 1968. | 1975. | 1982. | 1990. | 1999. | 2011. |
| ----- | ----- | ----- | ----- | ----- | ----- | ----- |
| 471   | 507   | 411   | 355   | 274   | 285   | 301   |

График промене броја становника у току последњих година